# Петер Ерікссон
Петер Ерікссон  (швед. Peter Eriksson, 6 жовтня 1959) — шведський вершник, олімпійський медаліст.

## Виступи на Олімпіадах
| Олімпіада         | Дисципліна       | Місце              |
| ----------------- | ---------------- | ------------------ |
| Лос-Анджелес 1984 | конкур, особисті | 39                 |
| Барселона 1992    | конкур, особисті | участь r2/2        |
| Барселона 1992    | конкур, командні | 8                  |
| Атланта 1996      | конкур, особисті | =16 (кваліфікація) |
| Атланта 1996      | конкур, командні | 10                 |
| Афіни 2004        | конкур, особисті | 27 (кваліфікація)  |
| Афіни 2004        | конкур, командні | 2                  |
| Пекін 2008        | конкур, особисті | 33                 |
| Пекін 2008        | конкур, командні | 6                  |

## Зовнішні посилання
- Досьє на sport.references.com [Архівовано 10 листопада 2012 у Wayback Machine.]